# Lycodon gammiei
Espèce
Synonymes
- Ophites gammiei Blanford, 1878
- Dinodon gammiei (Blanford, 1878)

Lycodon gammiei est une espèce de serpents de la famille des Colubridae.

## Répartition
Cette espèce est endémique d'Inde. Elle se rencontre en Arunachal Pradesh, au Bengale-Occidental et au Sikkim.

## Description
Lycodon gammiei mesure d'environ 80 cm. Son corps est entouré d'anneaux alternativement sombres et clairs. Sa tête est olive foncé et présente des taches claires comme sur la plupart des anneaux foncés. Le dessous de sa tête et de son cou sont blanchâtres. À première vue cette espèce peut être prise pour un membre du genre Bungarus.

## Étymologie
Cette espèce est nommée en l'honneur de James Alexander Gammie (1839–1924) qui a collecté l'holotype.

## Publication originale
- Blanford, 1878 : Notes on some Reptilia from the Himalayas and Burma. Journal of the Asiatic Society of Bengal, vol. 2, p. 125-131 (texte intégral).